# Open Access Network
Open Access Network (OAN) bezeichnet in der Telekommunikation eine horizontale Netzwerkarchitektur bzw. ein Geschäftsmodell, welches die Nutzung eines Netzwerks vom Provisioning, also vom Errichten und Betrieb des Netzwerks trennt.
Internetprovider, auch konkurrierende, mieten in einem OAN-Netzwerk nur die gerade benötigte Bandbreite. Der Infrastrukturerrichter kann durch das parallele Vermarkten der Ressource diese besser auslasten. Vor allem in ländlichen Regionen – mit geringer Siedlungsdichte – verbessert diese Mehrfachvermarktung die Rahmenbedingung für eine wirtschaftliche Netzwerkerschließung.
Das OAN-Prinzip wird häufig bei WiFi-Netzwerken angewandt und ist heute ein mögliches Geschäftsmodell für kommunale Glasfasernetze.

## Wertschöpfungsstufen
Die Wertschöpfungskette im OAN besteht aus drei verschiedenen Schichten oder Stufen: der passiven Infrastruktur, der aktiven Komponente und den angebotenen Diensten. Es gibt drei Rollen: 
- Infrastrukturanbieter (PIP)
  - Passive Infrastructure Provider
  - Eigentümer der passiven Infrastruktur.
  - Verantwortlich für den Aufbau und die Instandhaltung der passiven Infrastruktur.
- Netzanbieter (NP)
  - Network Provider
  - Betreibt die aktive Technikkomponente und ist in der Regel deren Eigentümer.
  - Dieser installiert und betreibt die aktive Netztechnik, wie z. B. Router und Switches.
- Diensteanbieter (SP) 
  - Service Provider
  - Erbringt die digitalen Dienste, wie z. B. Internet und Telefonie.

Es gibt verschiedene Geschäftsmodelle, je nachdem, welche Rolle die Marktakteure übernehmen. Die verschiedenen Akteure in der Breitband-Wertschöpfungskette können verschiedene Rollen übernehmen. Der Backbone-PIP besitzt und betreibt die passive Infrastruktur beim Backbone-Netz und in gewissem Grad bei den Bereichsnetzen. Dabei kann es sich um einen öffentlichen oder einen privatwirtschaftlichen Akteur mit langfristigen Investitionsplänen oder gelegentlich um eine lokale Genossenschaft handeln. Der Zugangsbereich-PIP besitzt und betreibt die Anschlüsse der "ersten Meile" und in gewissem Grad auch die passive Infrastruktur in Bereichsnetzen. Dabei kann es sich um einen Telekommunikationsbetreiber, eine Wohnungsbaugesellschaft, eine lokale Genossenschaft, die Eigentümer von Mehrfamilienhäusern, die Kommune oder Eigenheimbesitzer handeln, die ebenfalls langfristige Interessen in dem Gebiet haben. Diensteanbieter (SP) können kleine oder große lokal oder landesweit agierende Unternehmen sein, die über das Netz eines NP Dienste für die Endnutzer anbieten. Der Netzanbieter (NP) mietet unbeschaltete Glasfaserkabel (Dark Fibre) vom PIP, um dem SP die Anbindung der Endnutzer anzubieten. Dabei installiert er Technik in allen Zugangsknoten, an die seine Endnutzer angeschlossen sind.

## Geschäftsmodelle
Der Aufbau von Breitbandnetzen erfordert in der Regel erhebliche Investitionen, was oft zu einer natürlichen Monopolstellung der Betreiber führt. Daher wurden im Laufe der Jahre verschiedene Modelle entwickelt, um den Wettbewerb zwischen den Diensteanbietern zu fördern und die Markteintrittsbarrieren zu senken. Grundsätzlich gibt es für den Breitbandnetzausbau das vertikal integrierte Modell und das Wholesale-only-Modell. Beim vertikal integrierten Modell deckt ein Unternehmen alle Ebenen der Wertschöpfungskette ab, vom Infrastrukturbau bis zum Endkundengeschäft. Im Gegensatz dazu spezialisiert sich das Wholesale-only-Modell, das eng mit den Open Access Networks (OAN) verbunden ist, auf den Betrieb der Infrastruktur und den Verkauf von Vorleistungen an andere Anbieter, die dann Endkundendienste anbieten. OANs fördern durch dieses Modell den Wettbewerb, da sie sicherstellen, dass mehrere Dienstanbieter die gleiche Infrastruktur nutzen können.

### Passive-Layer Open Model (PLOM)
PLOM beschreibt ein Modell zur Errichtung und Betrieb einer passiven Infrastruktur für Breitbandnetze. In diesem Modell wird die passive Infrastruktur entweder direkt von einer Instanz oder im Wege der Auftragsvergabe errichtet. Das Eigentum an der passiven Infrastruktur verbleibt beim PIP (Passive Infrastructure Provider), der auch für den Betrieb und die Instandhaltung zuständig ist.
Das Besondere am PLOM-Modell ist, dass das Breitbandnetz auf der passiven Stufe offen ist, was bedeutet, dass konkurrierende Betreiber über physische Verbindungen direkten Zugang zu den Endnutzern erhalten. Es gibt eine Unterscheidung zwischen dem Backbone-PIP und dem Ortsbereich-PIP, wobei der Backbone-PIP für die Verbindung der verschiedenen Teile einer Region, eines Landkreises oder einer Kommune zuständig ist und der Ortsbereich-PIP für die Bereitstellung der Teilnehmeranschlüsse und mitunter des Bereichsnetzes verantwortlich ist.
Das PLOM-Modell ermöglicht den Betreibern eine hohe Freiheit und Kontrolle bei der Gestaltung ihres Zugangsnetzes, was ein Vorteil ist. Ein Nachteil besteht jedoch darin, dass bei diesem Modell konkurrierende Betreiber aktive Technik im Zugangsknoten des Bereichs installieren müssen, den sie bedienen wollen, sofern keine Mitnutzungsvereinbarung getroffen wird. Wenn die Bevölkerungsdichte zu gering ist, aggregiert jeder Zugangsknoten nur eine kleine Zahl von Nutzern, so dass bei Präsenz von mehr als einem Betreiber in jedem Bereich Wirtschaftlichkeit nicht gegeben ist. Dies schwächt den Wettbewerb und führt zu hohen OPEX und CAPEX.
Insgesamt eignet sich das PLOM-Modell am besten für relativ große und dicht besiedelte Gebiete wie größere Städte. In dünner besiedelten Gebieten wird stattdessen oft das 3LOM- oder ALOM-Modell gewählt, bei denen der Wettbewerb zwischen Diensteanbietern durch ein offenes Netz auf der aktiven Ebene erreicht wird, um den Markteintritt zu erleichtern. Das PLOM-Modell wird oft von öffentlich unterhaltenen kommunalen Netzen in Großstädten eingesetzt, wobei die öffentliche Hand die Rolle des Backbone-PIP übernimmt. Ein prominentes Beispiel für dieses Modell ist das Glasfasernetz von Stockholm.

### Active-Layer Open Model (ALOM)
Im Gegensatz zum PLOM-Modell, bei dem separate passive und aktive Schichten von verschiedenen Instanzen betrieben werden, integriert ALOM beide Schichten in einer Hand. Diese Instanz installiert Technik in allen Zugangsknoten und richtet ein offenes, betreiberneutrales Netz ein, über das alle Diensteanbieter ihre Dienste an alle Endnutzer liefern können.
In der Wertschöpfungskette des ALOM-Modells liegt die Rolle des Backbone-PIP und NP in einer Hand. Der Backbone-PIP+NP erzielt Einnahmen von den Diensteanbietern, indem diese ihre Dienste an die Endnutzer durch sein Backbone-Netz und zu den Teilnehmeranschlüssen liefern, die der Backbone-PIP+NP beim Zugangsbereich-PIP mietet und für die er eine Gebühr zahlt. Die Endnutzer erhalten ihre Dienste von dem von ihnen gewählten Betreiber gegen eine Dienstgebühr. In einigen Fällen wird die Netzgebühr direkt an den PIP+NP gezahlt. Der Zugangsbereich-PIP kann Einnahmen erzielen, indem die Endnutzer entsprechende Zahlungen leisten.

### 3-Layer Open Model (3LOM)
Im 3LOM ist die öffentliche Hand für die Rolle des PIP verantwortlich, während die Rolle des NP einem einzigen Unternehmen zugewiesen wird, das die aktive Schicht betreibt und ein offenes, betreiberneutrales Netzwerk errichtet, über das alle Diensteanbieter ihre Dienste an alle Endnutzer liefern können.
Um faire und diskriminierungsfreie Bedingungen für alle SP zu gewährleisten, ist es dem NP nicht gestattet, selbst Dienste zu erbringen.

### Vertikal integriertes Modell
Das vertikale Modell beschreibt einen Ansatz, bei dem etablierte Telekommunikationsunternehmen die Infrastruktur und die Technik besitzen und den Endkunden Dienste direkt anbieten. Sie sind in der Regel auch in der Lage, den Zugang zu Vorleistungsebenen zu bieten, die anderen Diensteanbietern den Zugang ermöglichen. Es handelt sich um ein proprietäres Modell, bei dem der TK-Unternehmer eine beträchtliche Marktmacht hat und in der Lage ist, seinen Mitbewerbern den Zugang zum Netz in der physischen Schicht oder in der aktiven Schicht zu gewähren.
Konkurrierende Betreiber können ihre Technik entweder im Zugangsknoten der Bereiche installieren oder ihre Netztechnik in einem Rechenzentrum installieren, wo sie mit dem Netzeigentümer gekoppelt wird. Das Modell hat jedoch den Nachteil, dass es dazu führen kann, dass der TK-Unternehmer eine monopolistische Position einnimmt und den Wettbewerb einschränkt. Aus diesem Grund gibt es in einigen Ländern Regeln, die den Mitbewerbern den Zugang zum Netz in der physischen Schicht oder in der aktiven Schicht ermöglichen, um den Wettbewerb zu fördern.

## Anwendungen und Erfahrungen
Das OAN-Konzept eignet sich sowohl für Glasfaser- als auch für WiFi-Zugangsnetze, insbesondere dort, wo Exklusivität nicht zulässig ist. Aufgrund der gemeinsamen Wartungskosten eignet es sich für ländliche Gebiete, in denen traditionelle Internetdienstanbieter (ISP) möglicherweise zögern, einen Dienst anzubieten. Open-Access-Netze werden auch als praktikabler Weg angesehen, um Breitbandnetze der nächsten Generation in Gebieten mit geringer Bevölkerungsdichte zu errichten, in denen Diensteanbieter keine ausreichende Rendite erzielen können, um die hohen Kosten für die Verlegung von Gräben, die Erteilung von Genehmigungen für die Überschreitung von Wegerechten und die erforderliche Netzinfrastruktur zu decken.
Im Gegensatz zu herkömmlichen kommunalen Netzen, bei denen die Gemeinde Eigentümerin des Netzes ist und es nur einen Dienstanbieter gibt, ermöglicht das Open-Access-Modell mehreren Dienstanbietern den Wettbewerb über dasselbe Netz zu Großhandelspreisen. Auf diese Weise können die Diensteanbieter kurzfristig Geld verdienen, und die Gemeinde oder Genossenschaft kann ihre Kosten langfristig wieder hereinholen. Der Ausbau und die Infrastruktur werden in der Regel durch kostengünstige Anleihen finanziert.

### Vereinigte Staaten
Open-Access-Netze haben sich in Teilen der Vereinigten Staaten zunächst als „Middle Mile“-Netze und in jüngerer Zeit als „Last Mile“-Netze, in Europa und Asien bewährt. „Last Mile“-OANs in den Vereinigten Staaten haben jedoch begonnen, mehr Interesse zu wecken, da ländliche und vorstädtische Gemeinden versuchen, die wirtschaftliche Entwicklung anzukurbeln. Eines der bekanntesten und ausgereiftesten OANs befindet sich in Västerås, Schweden, einer Stadt mit etwa 40.000 Haushalten. Das Västerås-OAN hat Dutzende von Anbietern und mehr als hundert Dienste, die den Nutzern zur Verfügung stehen. In den vergangenen Jahren hat sich eine große Anzahl von OANs in ganz Schweden ausgebreitet, insbesondere in kleineren Gemeinden (siehe z. B. Säffle und Hudiksvall). In den USA konnten Open-Access-Netze wie das kommunale The Wired Road in Virginia schnell sowohl lokale als auch regionale Dienstanbieter anziehen. Dies hat dazu geführt, dass die Kosten für Internetzugang und Telefondienste für Geschäftskunden im Dienstgebiet von The Wired Road aufgrund des verstärkten Wettbewerbs zwischen den Anbietern um fünfzig bis siebzig Prozent gesunken sind. Dieses OAN bietet Open-Access-Transport für jeden Dienstanbieter, der die technischen und finanziellen Mindestanforderungen erfüllt, einschließlich der Möglichkeit für bestehende Anbieter, erweiterte Dienste anzubieten, verkauft jedoch selbst keine Dienste und konkurriert daher nicht mit Anbietern des privaten Sektors. Die Utah Telecommunication Open Infrastructure Agency (UTOPIA) ist ein Konsortium von 20 Städten in Utah, das ein Open-Access-Glasfasernetz in Utah aufbaut und betreibt.

### Australien, Neuseeland, Singapur
Neuseeland, Australien und Singapur verfügen ebenfalls über Open-Access-Netze auf Basis von Fiber to the Home (FTTH). In Neuseeland wurde Crown Fibre Holdings gegründet, um die 1,5 Milliarden Dollar schwere Investition der Regierung in die Ultra-Fast-Broadband-Infrastruktur zu verwalten. Das Ziel der Regierung ist es, den Ausbau von Ultra-Fast-Broadband auf 75 Prozent der Neuseeländer innerhalb von zehn Jahren zu beschleunigen. In Australien ist der derzeit führende Open-Access-Anbieter Opticomm, der seit Mitte der 2000er Jahre Dienstleistungen für über sechzig Gemeinden erbringt. Australien hat auch die kürzlich gegründete staatliche Gesellschaft NBN Co, die das National Broadband Network aufbaut, um Open-Access-Glasfaser bis zum Knotenpunkt mit einem Gigabit pro Sekunde für mehr als dreiundneunzig Prozent der Haushalte und Unternehmen im Land sowie feste drahtlose und Satellitentechnologien mit einer Mindestgeschwindigkeit von zwölf Megabit pro Sekunde für den Rest der Bevölkerung bereitzustellen.

### Österreich
Während Österreich Fortschritte bei der Breitbandabdeckung gemacht hat und Open-Access-Netzwerkmodelle in mehreren Bundesländern an Bedeutung gewinnen, ist der Markt durch eine fragmentierte Landschaft mit einer Vielfalt von Akteuren und Ansätzen gekennzeichnet. Es gibt ein zunehmendes Engagement für OAN-Modelle, insbesondere das 3LOM-Modell und das PLOM-Modell.

#### Infrastruktur und Markt
Österreich weist eine hohe Breitbandabdeckung im Festnetz, die über dem EU-Durchschnitt liegt. Besonders stark ist die Versorgung mit VDSL und Kabel (DOCSIS 3.0). Ein wesentlicher Schwachpunkt ist die geringe Glasfaserabdeckung (FTTP) von nur 13,8 % im Vergleich zum EU-Durchschnitt (33,5 %). Auch bei DOCSIS 3.1 liegt Österreich zurück. Im Gegensatz dazu ist die Mobilfunkabdeckung (LTE) in Österreich mit 99,6 % sehr gut. Die Nachfrage nach festen Breitbandanschlüssen ist in Österreich geringer als im EU-Durchschnitt (71,6 % vs. 77,6 %), was auf die starke Akzeptanz von mobilem Breitband zurückzuführen ist. Die Nachfrage nach schnellen (> 30 Mbit/s) und superschnellen (> 100 Mbit/s) Festnetzanschlüssen ist in den letzten Jahren sprunghaft gestiegen und liegt nun über dem EU-Durchschnitt.  Allerdings könnte dieser Anstieg statistisch bedingt sein. Trotz Verfügbarkeit ist die Nutzung von Glasfaseranschlüssen (Take-up-Rate) in Österreich sehr gering, was den Ausbau durch geringe Rentabilität erschwert. Eine Besonderheit ist die starke Substitution von Festnetz durch mobiles Breitband (Cubes) in Österreich, was in Europa einzigartig ist. Dies liegt an hoher 4G-Geschwindigkeit, einfacher Installation und Preiswettbewerb im Mobilfunk. Die Breitbandpreise in Österreich liegen in allen Kategorien unter dem EU-Durchschnitt, besonders im Mobilfunkbereich.

#### Breitbandförderung "Breitband Austria 2020"
Ziel: Flächendeckende Verfügbarkeit von ultraschnellem Breitband bis 2020 durch das Programm "Breitband Austria 2020".
Förderschienen: Das Programm umfasst vier Förderschienen:
- Access: Ausbau von Zugangsnetzen in unterversorgten Gebieten.
- Backhaul: Modernisierung und Neubau von Backhaulnetzen.
- Leerrohr: Mitverlegung von Leerrohren bei kommunalen Tiefbauarbeiten.
- Connect: Glasfaseranschlüsse für Schulen, KMUs und öffentliche Bildungseinrichtungen.

Die Förderung konzentriert sich primär auf die Angebotsseite.(Netzausbau), wobei die Nachfragegenerierung primär den geförderten Unternehmen obliegt. Eine Ausnahme bildet "Connect", das nachfrageorientiert ist.
Bisher wurden in zwei Förderphasen 467 Mio. € investiert und damit die Breitbandversorgung verbessert. Der Versorgungslückenschluss und die Investitionskosten variieren jedoch stark zwischen den Bundesländern. FTTH-Ausbau ist dabei die teuerste Technologie, Mobilfunk die günstigste.

#### Fazit
Die Fördermaßnahmen zeigen Wirkung bei der Verbesserung der Breitbandversorgung, aber es bleiben Herausforderungen, insbesondere beim Glasfaserausbau und der Nachfragegenerierung für diese Technologie. Die österreichische Bevölkerung nutzt mobiles Breitband in einem ungewöhnlich hohen Maße als Alternative zum Festnetz, was bei zukünftigen Breitbandstrategien berücksichtigt werden muss. Die günstigen Breitbandpreise in Österreich sind ein Vorteil für die Konsumenten, könnten aber gleichzeitig die Rentabilität von kostenintensiven Glasfaserprojekten beeinträchtigen.

### Deutschland
Das deutsche Glasfasernetz-Ökosystem umfasst verschiedene Akteure, und OAN-Modelle gewinnen an Bedeutung. Das NGA-Forum hat eine entscheidende Rolle bei der Standardisierung von Leistungsbeschreibungen und Prozessschnittstellen für den Großhandelsbetrieb gespielt, insbesondere im Bereich der Interoperabilität.

#### Infrastruktur und Markt
Deutschland hat im Vergleich zu Österreich eine noch geringere Glasfaserabdeckung (FTTH) von 12,3 % der Haushalte im Jahr 2020. Es gibt wenige bundesweite Anbieter und viele (über 200) regionale/lokale Anbieter, die hauptsächlich als Anschlussnetzbetreiber im FTTH-Ausbau, besonders im ländlichen Raum, aktiv sind. Kleine und mittlere Netzbetreiber (BREKO-Mitglieder) sind mit einer höheren FTTH-Take-up-Rate (42 %) erfolgreicher in der Vermarktung von Glasfaser als die Deutsche Telekom (18,1 %). Der Staat (Bund und Länder) fördert den Breitbandausbau seit 2015 mit erheblichen Mitteln (11 Mrd. €), wovon aber bis Mitte 2020 erst ein geringer Teil verausgabt war. Fördergelder werden im Deckungslücken- oder Betreibermodell vergeben. Betreibermodelle begünstigten tendenziell FTTH, Deckungslückenmodelle eher FTTC. Trotz Förderung entfallen ca. drei Viertel der gebauten Anschlüsse auf den eigenwirtschaftlichen Ausbau.
Ideen für einen nationalen OAN-Ansatz oder landesweite Infrastrukturgesellschaften wurden von Marktteilnehmern nicht aufgegriffen.

#### Fazit
Der deutsche Breitbandmarkt ist durch eine dezentrale Struktur mit vielen regionalen Anbietern gekennzeichnet, was Chancen für Wettbewerb, aber auch Herausforderungen für flächendeckenden Ausbau und Wholesale-Kooperationen birgt.
Staatliche Förderung ist wichtig, aber der eigenwirtschaftliche Ausbau bleibt dominant. Die Effizienz der Fördergelder und deren Verausgabung könnten verbessert werden.
Standardisierung und Plattformlösungen sind entscheidend, um Transaktionskosten im Wholesale zu senken und den Markt zu beleben. Die S/PRI-Schnittstelle und Plattformen wie vitroconnect und die BREKO Handelsplattform sind wichtige Schritte, aber noch nicht flächendeckend im Einsatz.
Die geringe Glasfaserabdeckung trotz staatlicher Förderung und steigender Dynamik bleibt eine Herausforderung für Deutschland im internationalen Vergleich.

### Schweden
Schweden verfügt über eine dezentrale Struktur mit zahlreichen lokalen Glasfasernetzen, die oft in öffentlicher Hand sind und den Wettbewerb und die Wahlfreiheit der Verbraucher fördern. Stokab in Stockholm fungiert als reiner Großhandelsanbieter und bietet Layer-1-Zugang (Dark Fiber), was einen wettbewerbsorientierten Markt mit verschiedenen Dienstanbietern gefördert hat. Die Standardisierung wurde teilweise durch die Zusammenarbeit mit dem Branchenverband erreicht.

#### Infrastruktur und Markt
Schweden ist ein Vorreiter im Glasfaserausbau mit einer sehr hohen FTTH-Abdeckung von 77,1 % der Haushalte (Stand 2019), was deutlich über dem EU-Durchschnitt liegt. Auch in ländlichen Gebieten ist die FTTH-Versorgung mit 41,8 % überdurchschnittlich.
Glasfaser ist die dominierende Festnetz-Breitbandtechnologie in Schweden und übertrifft VDSL und Kabel deutlich, besonders in ländlichen Gebieten. DSL ist zwar noch weit verbreitet, aber rückläufig. Der Incumbent Telia hat bereits 2009 mit der Abschaltung des Kupfernetzes begonnen, was die Abkehr von älteren Technologien unterstreicht. Eine hohe Nachfrage der Endkunden nach schnellen Glasfaseranschlüssen und eine hohe Zahlungsbereitschaft (Installationsgebühren bis zu 2.000 EUR) trugen zum schnellen Ausbau bei.
FTTH macht den Großteil der Festnetz-Breitbandanschlüsse in Schweden aus (ca. 69 %), während Kabel und xDSL rückläufig sind. Bandbreiten unter 100 Mbit/s sind kaum noch relevant.

#### Fazit
Schwedens Erfolgsmodell im FTTH-Ausbau basiert auf dem Zusammenspiel von lokalen Stadtnetzbetreibern, die Open-Access-Netze errichten, einer hohen Endkundennachfrage, marktgetriebener Standardisierung und Intermediären (COs), die den Wettbewerb und die Markttransparenz fördern. Standardisierung und Kooperation auf Branchenebene (Local Fibre Alliance, CESAR/CESAR 2, Breitbandforum) sind entscheidend für die Bewältigung einer heterogenen Anbieterlandschaft und die Schaffung eines funktionierenden Wholesale-Marktes. Die Wholesale-only-Strategie der Stadtnetzbetreiber und die Rolle der COs haben in Schweden zu einer breiten Angebotsvielfalt und einem starken Wettbewerb auf der Diensteebene geführt.
Staatliche Förderung ist in Schweden im Vergleich zu anderen Ländern weniger dominant, der Ausbau erfolgt primär marktgetrieben und durch kommunale Initiativen.

### Schweiz
Swiss Fibre Network (SFN) spielt ebenfalls eine wichtige Rolle bei der Bündelung der Nachfrage und der Unterstützung des Ausbaus von FTTH-Netzen durch lokale Versorgungsunternehmen.

#### Infrastruktur und Markt
Die Schweiz verfügt über eine exzellente Breitband- und NGA-Netzabdeckung, sowohl gesamt als auch im ländlichen Raum, weit über dem EU-Durchschnitt. Swisscom setzte auf einen Mix aus FTTH, FTTS-G.fast, FTTS-Vectoring und FTTC/DSL/LTE Bonding, um bis 2021 eine hohe Breitbandversorgung (>100 Mbps) zu erreichen. Der Glasfaserausbau begann früh (ab 2008), primär in Kooperationen zwischen Swisscom und Stadtwerken, besonders in großen Städten. Ab 2015 verlagerte sich der Fokus auf Kupfernetzausbau (Vectoring, G.fast), die FTTH-Dynamik ließ nach. Swisscom kündigte jedoch 2020 neue FTTH-Projekte als Reaktion auf "Open Fiber" an.
- Glasfasernetze existieren auch in ländlichen Gebieten, oft durch Stadtwerke oder kantonale Projekte.
- Die Glasfaser-Take-up-Rate in der Schweiz ist mit ca. 50 % hoch.
- Glasfaseranschlüsse machten 2019 21 % aller Breitbandanschlüsse aus, xDSL dominierte mit 50 % (aber mit hohen Geschwindigkeiten), Kabel hatte 29 %. Ultraschnelle Anschlüsse sind stark nachgefragt.
- Zugang zu Glasfasernetzen ist in der Schweiz weitgehend unreguliert, weder SMP- noch symmetrische Regulierungspflichten.

Sunrise und Salt planten 2020 die Gründung von Swiss Open Fiber (SOF) als nationale Open-Access-FTTH-Plattform für 1,5 Mio. Anschlüsse in suburbanen Gebieten (Investition 3 Mrd. CHF). Die geplante Übernahme von Sunrise durch UPC ließ das strategische Interesse von Sunrise an SOF entfallen, das Projekt scheiterte vor der Umsetzung.
SFN (Swiss Fibre Net) als Lösung für Vermarktungsprobleme der Stadtwerke: Stadtwerke hatten anfänglich Probleme, Wholesale-Geschäft zu entwickeln (geringes Interesse von SPs, komplexe Verträge, fehlende Standards). SFN wurde 2013 von Stadtwerken gegründet, um einheitliche Wholesale-Produkte und -Prozesse zu schaffen und eine attraktive Flächendeckung für nationale SPs zu bieten.

#### Fazit
- Kooperationsmodelle (Swisscom-Stadtwerke) haben zwar den FTTH-Ausbau in der Schweiz vorangetrieben, aber auch Wettbewerbsasymmetrien und finanzielle Risiken für Stadtwerke geschaffen.
- Standardisierung und Intermediäre (SFN) sind essenziell, um einen fragmentierten Wholesale-Markt zu konsolidieren und die Nachfrage nationaler Diensteanbieter zu bündeln.
- Das Beispiel des gescheiterten SOF-Projekts zeigt die Fragilität von Kooperationen und die Bedeutung strategischer Interessen großer Marktteilnehmer.
- Regulierung spielt eine untergeordnete Rolle im Schweizer Glasfasermarkt, der Ausbau erfolgte primär marktgetrieben und durch Kooperationen, jedoch mit den genannten Herausforderungen.[5]

### Dänemark
Dänemark hat einen deutlichen FTTH-Ausbau erlebt, mit einer Mischung aus vertikal integrierten und Großhandelsmodellen. Obwohl Open Access vorgeschrieben ist, haben Marktbeobachter Verzögerungen bei der Umsetzung aufgrund laufender Netzwerkinvestitionen und Integrationsherausforderungen festgestellt.

#### Infrastruktur und Markt
Dänemark ist ein Vorreiter im Glasfaserausbau mit einer hohen FTTH-Abdeckung von 66,9 % der Haushalte (Stand 2019), rund doppelt so hoch wie der EU-Durchschnitt. In ländlichen Gebieten liegt Dänemark EU-weit auf Platz 2 bei der FTTH-Abdeckung (65,8 %). FTTH-Abdeckung wächst, insbesondere in ländlichen Gebieten. DSL-Abdeckung ist rückläufig, Substitution durch FTTH und mobiles Breitband. Hohe Nachfrage nach leistungsfähigen Anschlüssen aufgrund Online-Unterhaltung, Telearbeit, E-Health und E-Learning. Niedrige Endkundenpreise für Glasfaser begünstigen die Nachfrage.
- FTTH hat knapp 30 % Marktanteil an festnetz-Breitbandanschlüssen mit stetigem Wachstum. xDSL und Kabel stagnieren bzw. sind rückläufig. Bandbreiten über 100 Mbit/s verbreitet, Gigabit-Anschlüsse noch selten.
- Mehrheitlich vertikal integrierte Anbieter: Wholesale-only-Anbieter sind Ausnahme, decken nur dünn besiedelte Gebiete ab.
- Drei proprietäre Wholesale-Plattformen: OpenNet, Fibia, TDC/EWII, jeweils eigene Lösungen, keine anbieterübergreifenden Standards.

#### Fazit
- Weit fortgeschrittener Glasfaserausbau, primär durch regionale/lokale Stadtnetzbetreiber.  Vertikal integrierte Anbieter mit hohen Marktanteilen in Footprints.
- Keine aktive Rolle der öffentlichen Hand bei Standardisierung. 3 proprietäre Wholesale-Plattformen etabliert,  ökonomisch ineffizient, Marktbereinigung abwarten.
- Dänemark ähnelt Schweden im FTTH-Ausbau durch lokale Akteure, aber unterscheidet sich durch stärkere vertikale Integration, proprietäre Plattformen und weniger Standardisierung.
- Dänemark fehlt das schwedische Modell der COs als Intermediäre und Vergleichsplattformen.

### Italien
Die italienische Regierung strebt die Gründung eines einzigen nationalen Breitbandinfrastrukturunternehmens an. Während der reine Großhandelsanbieter Open Fiber Konzessionen für öffentlich finanzierte Gebiete erhalten hat, hat die praktische Umsetzung Verzögerungen erfahren.

#### Infrastruktur und Markt
Italien setzt primär auf xDSL-Technologien für schnelles Breitband. ADSL ist noch immer verbreitet, aber VDSL holt auf. FTTH-Abdeckung wächst, ist aber im EU-Vergleich noch niedrig. FWA ist stärker verbreitet als in vielen anderen EU-Ländern. Der FTTH-Ausbau nimmt zu, die Take-up-Rate bleibt jedoch sehr gering. Dies liegt an der Preisgestaltung, die Glasfaseranschlüsse nicht attraktiver macht als langsamere xDSL-Verbindungen. Der FTTH-Ausbau in ländlichen Gebieten wird stark durch staatliche Förderprogramme vorangetrieben. Open Fiber, ein Wholesale-only Anbieter, spielt hierbei eine Schlüsselrolle beim geförderten Ausbau. Durch den Markteintritt von Open Fiber und das Joint Venture Flash Fiber (TIM & Fastweb) hat der Infrastrukturwettbewerb zugenommen.  TIM ist weiterhin Marktführer bei xDSL, während bei FTTH andere Anbieter (Fastweb, Vodafone, WindTre) stärkere Marktanteile haben.

#### Fazit
- Italien verbessert seine FTTH-Abdeckung, liegt aber weiterhin hinter dem EU-Durchschnitt zurück. Die geringe Take-up-Rate von FTTH ist ein spezifisches Problem des italienischen Marktes.
- Staatliche Förderung und das Wholesale-only Modell von Open Fiber sind entscheidend, um den FTTH-Ausbau voranzutreiben und Wettbewerb zu ermöglichen.
- Der italienische Breitbandmarkt befindet sich in einer Phase des Umbruchs, mit zunehmendem Infrastrukturwettbewerb und dem Ausbau von Glasfasernetzen, aber der Übergang von xDSL zu FTTH verläuft langsamer als in anderen europäischen Ländern.[5]

### Frankreich
Frankreich hat einen erheblichen FTTH-Ausbau erlebt, insbesondere in weniger dicht besiedelten Gebieten (Zones d’Initiative Publique - ZiP). Regulatorische Eingriffe durch ARCEP haben die passive Co-Location auf der Grundlage der Netzwerkarchitektur und genau definierter Co-Investitionsprozesse erleichtert.

#### Infrastruktur und Markt
Frankreich gehört zu den führenden Ländern in Europa beim Glasfaserausbau.  Der Ausbau konzentriert sich zunehmend auf weniger dicht besiedelte Gebiete. Es sind 56,7 % der Festnetzanschlüsse mit FTTH abgedeckt (2020). FTTH ist dominante Technologie und übertrifft Kabel und VDSL deutlich. Starke Unterschiede im Ausbaufortschritt zwischen dicht und weniger dicht besiedelten Gebieten, aber FTTH ist in allen Typen dominant. FTTH Take-up steigt, liegt bei ca. 40 % (Privatkunden), aber nur ca. 20 % im Geschäftskundenmarkt. Ziel: 97 % FTTH-Abdeckung bis 2025.

#### Glasfaserregulierung (ARCEP)
- Zwei-Säulen-Modell:
  - Asymmetrisch: Regulierung alter Infrastruktur (Kupfer/Kabel).
  - Symmetrisch (Glasfaser): Fokus auf fairen Wettbewerb im Glasfaserausbau.
- Symmetrische Regulierung – Kernpunkte:
  - Konzentrationspunkt (CP):  Passiver Zugang für Wettbewerber. Position variiert nach Dichte.
  - Open Access:  Zugangsangebotspflicht (Co-Invest, Miete).
  - Faire Preise:  Nicht-diskriminierend, objektiv.
  - Transparenz:  Technischer Informationsaustausch.

#### OAN-Modellen in GöI (ländliche Gebiete)
- Betreibertypen:
  - Vertikal integriert:  Tochterfirmen großer Konzerne (z. B. Orange RIP). Wholesale und Retail getrennt.
  - Reine Netzbetreiber (Pure Player):  Fokus auf Netzbau und Wholesale (z. B. Altitude Infra).
  - Gebietskörperschaften:  Selten, Behörden als Netzbetreiber.
- GöI-Netze bieten meist Wholesale-Konditionen
- Trotzdem sind vertikal integrierte Betreiber dominant in Göl
- Nachfrage nach passiven FTTH-Vorleistungen in GöI steigt.

#### Fazit
- Erfolgreicher FTTH-Rollout und Take-up: Frankreich auf gutem Weg bei FTTH-Ausbau und Take-up (Privatkunden).
- Förderregime zieht private Investitionen in ländliche Gebiete an:  Förderung erfolgreich bei Mobilisierung privater Investitionen in GöI.
- OAN-Modelle etabliert, zahlreiche alternative Anbieter in GöI aktiv. Wettbewerbliche Entwicklung in GöI wird sich zeigen.
- Interop’fibre schafft Basis für Zusammenarbeit durch standardisierte Protokolle, aber keine einheitliche Plattform. Proprietäre Lösungen dominieren.

## Herausforderungen
Welche Herausforderungen sind allgemein bei der Implementierung und dem Betrieb von Open Access Networks (OAN) zu bewältigen? Basierend auf den Länderbeispielen und den allgemeinen OAN-Prinzipien lassen sich folgende zentrale Herausforderungen identifizieren:

### Standardisierungslücken und Interoperabilität
Eine der größten Hürden stellt die mangelnde Standardisierung von Prozessen und Schnittstellen im Wholesale-Bereich dar.  Wie in Österreich und Dänemark beschrieben, fehlen oft einheitlich nutzbare und implementierte Prozessschnittstellen für den Wholebuy-Zugang. Bestehende Lösungen sind häufig proprietär (z. B. proprietäre Wholesale-Plattformen in Dänemark) oder auf bestimmte Technologien beschränkt (z. B. FTTC-fokussierte Lösungen in Österreich), was die breite Anwendung auf FTTH erschwert.
Die heterogene Landschaft mit vielen verschiedenen Akteuren (Netzbetreiber, Diensteanbieter, Kommunen etc.) verschärft das Problem der Interoperabilität.  Unterschiedliche technische Spezifikationen und Prozesse zwischen den verschiedenen Netzen und Plattformen erschweren den Diensteanbietern den Markteintritt und die flächendeckende Angebotsgestaltung. Das Fehlen einer zentralen, interoperablen Plattform, wie sie in Schweden durch die COs und in Frankreich durch Interop'fibre (jedoch ohne zentrale Plattform) angestrebt wird, führt zu Ineffizienzen und höheren Transaktionskosten.
In Deutschland und Österreich zeigt sich deutlich, dass trotz Initiativen zur Standardisierung (NGA-Forum, S/PRI) und ersten Plattformlösungen (vitroconnect, BREKO Plattform) eine flächendeckende und einheitliche Lösung für die Wholesale-Prozessinteraktion noch fehlt.

### Wettbewerbsdynamik und Diskriminierungsfreiheit
Es bestehen Herausforderungen hinsichtlich des Wettbewerbs sowohl auf der Ebene der Netzbetreiber (NP) als auch der Dienstanbieter (SP). In vertikal getrennten Modellen ist die Beziehung zwischen dem NP und den SPs entscheidend, und es können Probleme wie die Prozessabwicklung und potenziell diskriminierende Großhandelsverträge auftreten. In integrierten NP+SP-Modellen besteht ein potenzieller Interessenkonflikt, bei dem das integrierte Unternehmen anderen SPs möglicherweise keinen diskriminierungsfreien Zugang gewährt, wie im FIS-Modell beobachtet wurde.
In Modellen mit vertikaler Trennung (wie PLOM oder 3LOM) ist die vertragliche Gestaltung und Prozessabwicklung zwischen Netzbetreibern (NP) und Diensteanbietern (SP) entscheidend.  Es besteht das Risiko diskriminierender Wholesale-Verträge oder einer ineffizienten Prozessabwicklung, welche den Wettbewerb behindern können.
In der Schweiz zeigt das gescheiterte SOF-Projekt die Fragilität von Kooperationen und die Bedeutung strategischer Interessen etablierter Marktteilnehmer für den Wettbewerb. In Dänemark dominieren vertikal integrierte Anbieter den Markt, was den Wettbewerb auf der Diensteebene einschränken könnte, trotz Open Access Vorschriften.

### Komplexität der Multi-Stakeholder-Zusammenarbeit
Der Erfolg von OANs hängt von der effektiven Zusammenarbeit vieler unterschiedlicher Akteure ab: Infrastrukturbetreiber, Netzbetreiber, Diensteanbieter, Kommunen, Gebäudeeigentümer, Endkunden.  Diese Multi-Stakeholder-Umgebung führt zu komplexen Prozessen in Bereichen wie Ausbauplanung, Betrieb, Wartung, Produktdefinition, Abrechnung und Kundenservice. Die Vielzahl an Akteuren mit unterschiedlichen Interessen und Geschäftsmodellen erschwert die Erzielung von Vereinbarungen, die Standardisierung von Schnittstellen und Prozessen sowie die Entwicklung einheitlicher Produkte.
Schweden zeigt, dass durch Kooperation und Standardisierung (Local Fibre Alliance, Interop'fibre) eine heterogene Anbieterlandschaft und komplexe Multi-Stakeholder-Umgebung erfolgreich bewältigt werden können.  Frankreich setzt ebenfalls auf Standardisierung (Interop'fibre) und regulatorische Vorgaben (ARCEP) zur Förderung der Zusammenarbeit und des Wettbewerbs.

## Fazit und Empfehlungen
Der Vergleich der verschiedenen Länder zeigt, dass Open Access Network Modelle ein vielversprechendes Konzept sind, um den Breitbandausbau, insbesondere mit Glasfaser, voranzutreiben und den Wettbewerb im Telekommunikationsmarkt zu fördern. Länder wie Schweden und Frankreich, die auf OAN-Prinzipien setzen und diese durch Standardisierung, regulatorische Rahmenbedingungen und (in Frankreich) staatliche Förderung unterstützen, haben im FTTH-Ausbau und Take-up beachtliche Erfolge erzielt.
Andere Länder wie Österreich und Deutschland, die einen fragmentierteren Markt mit vielen regionalen Anbietern aufweisen und weniger auf umfassende Standardisierung und Wholesale-Kooperation setzen, stehen vor größeren Herausforderungen beim flächendeckenden Glasfaserausbau und der Erzielung hoher Take-up-Raten.  Die Tendenz zur Substitution von Festnetz durch mobiles Breitband in Österreich und die vergleichsweise geringe Glasfaserabdeckung in Deutschland unterstreichen diese Herausforderungen.
- Standardisierung und Interoperabilität
  - Es ist entscheidend, offene Standards für Prozessschnittstellen, technische Spezifikationen und Produktschnittstellen im Wholesale-Bereich zu fördern und zu implementieren.
  - Um die Interoperabilität in der Praxis sicherzustellen, sollten Test- und Zertifizierungsverfahren für OAN-Komponenten und -Prozesse etabliert werden.
- Stärkung der Wholesale-Kooperation
  - Das Wholesale-only Modell, bei dem Netzbetrieb und Diensteangebot konsequent getrennt werden (wie Open Fiber in Italien oder Stokab in Schweden), sollte als Best-Practice-Ansatz gefördert werden, um faire Wettbewerbsbedingungen und Diskriminierungsfreiheit zu gewährleisten.
  - In fragmentierten Märkten mit vielen Netzbetreibern können Intermediäre oder Clearingstellen (wie COs in Schweden oder SFN in der Schweiz) eine wichtige Rolle spielen, um die Wholesale-Kooperation zu erleichtern, Transparenz zu schaffen, Prozesse zu standardisieren und die Nachfrage nationaler Diensteanbieter zu bündeln.
  - Passive Wholesale-Produkte sollten bevorzugt werden, da sie mehr Flexibilität und Innovationspotenzial für die Diensteanbieter bieten und tendenziell standardisierter sind als aktive Produkte.
- Aktive Rolle der öffentlichen Hand
  - Staatliche Förderprogramme sollten strategisch eingesetzt werden, um den FTTH-Ausbau in ländlichen und unterversorgten Gebieten zu forcieren.
  - Neben der Angebotsförderung (Netzausbau) sollten auch nachfrageorientierte Maßnahmen (wie Gutscheinprogramme oder Informationskampagnen) in Betracht gezogen werden, um die Take-up-Rate von Glasfaseranschlüssen zu erhöhen und die Rentabilität des Ausbaus zu verbessern.
- Berücksichtigung nationaler Besonderheiten und flexibler Modelle
  - OAN-Modelle und -Empfehlungen müssen an die jeweiligen nationalen Marktstrukturen und -gegebenheiten angepasst werden.
  - Es gibt nicht die eine OAN-Lösung, sondern verschiedene Modelle (PLOM, ALOM, 3LOM) und Ausprägungen, die je nach Kontext ihre Vor- und Nachteile haben.
  - Bei der Implementierung von OANs sollte ein gewisses Maß an Flexibilität und Technologieoffenheit gewahrt werden, um Innovationen zu ermöglichen und sich an veränderte Rahmenbedingungen anpassen zu können.

Durch die Berücksichtigung dieser Empfehlungen können Länder  wie Österreich und Deutschland, aber auch andere Nationen, die auf OAN-Modelle setzen, die Effizienz und den Erfolg ihrer Breitbandstrategien signifikant verbessern und einen zukunftsfähigen und wettbewerbsorientierten Glasfasermarkt schaffen.